# طه عثمان (لاعب كرة قدم)
طه عثمان (? - 12 أغسطس 2021)، هو لاعب كرة قدم مصري. وشارك في صفوف نادي وادي دجلة في موسم 2019، ولعب مع نادي المصرية للاتصالات أحد أندية القسم الثاني بالدوري المصري لكرة القدم.

## وفاته
توفي في الساعات الأولى من صباح يوم الخميس 12 أغسطس 2021م في حادث سير أليم بالمنيا مسقط رأسه.